# Người Trung Quốc

Các quốc gia có dân số đáng kể với tổ tiên là người Hoa.
Đại Trung Hoa (đại lục, Hồng Kông, Ma Cao và Đài Loan)
+ 1,000,000
+ 100,000
+ 10,000
+ 1,000

Người Trung Quốc là những cá nhân hoặc nhóm dân tộc khác nhau gắn liền với Đại Trung Hoa, thường là thông qua tổ tiên, dân tộc, quốc tịch hoặc liên kết khác.
Người Hán là nhóm dân tộc lớn nhất ở Trung Quốc, chiếm khoảng 92% dân số đại lục. Người Hán cũng chiếm khoảng 95% dân số Đài Loan, 92% dân số Hồng Kông, 89% dân số Ma Cao và 74% dân số Singapore.
Họ cũng là nhóm dân tộc lớn nhất thế giới, chiếm khoảng 18% dân số toàn cầu.
Bên ngoài Trung Quốc, các thuật ngữ "người Hán" và "người Trung Quốc" thường bị nhầm lẫn vì những người xác định hoặc đăng ký là người Hán là nhóm dân tộc đông dân nhất ở Trung Quốc. Trên thực tế, có 55 dân tộc thiểu số được công nhận chính thức ở Trung Quốc cũng có thể xác định là "người Trung Quốc".
Mặc dù Hồng Kông và Ma Cao đều thuộc chủ quyền của Cộng hòa Nhân dân Trung Hoa (Trung Quốc đại lục), cả hai khu vực đều có tính tự trị cao. Hồng Kông và Ma Cao lần lượt được điều chỉnh bởi các điều ước quốc tế được gọi là "Tuyên bố chung Trung-Anh" và "Tuyên bố chung Trung-Bồ Đào Nha". Cư dân của cả hai khu vực có thể sở hữu nhiều quốc tịch.
Những người từ Đài Loan, chính thức là Trung Hoa Dân Quốc (ROC), cũng có thể được gọi là "người Trung Quốc" trong nhiều bối cảnh khác nhau, mặc dù họ thường được gọi là "người Đài Loan". Lãnh thổ của khu vực đảo Đài Loan đang bị tranh chấp và Chính phủ Trung Hoa Dân Quốc đã hạn chế công nhận chủ quyền pháp lý của mình.
Ngoài ra còn có một cộng đồng người Hoa di cư rộng rãi được gọi là Hoa kiều.

## Các nhóm dân tộc ở Trung Quốc và các vùng lãnh thổ liên quan

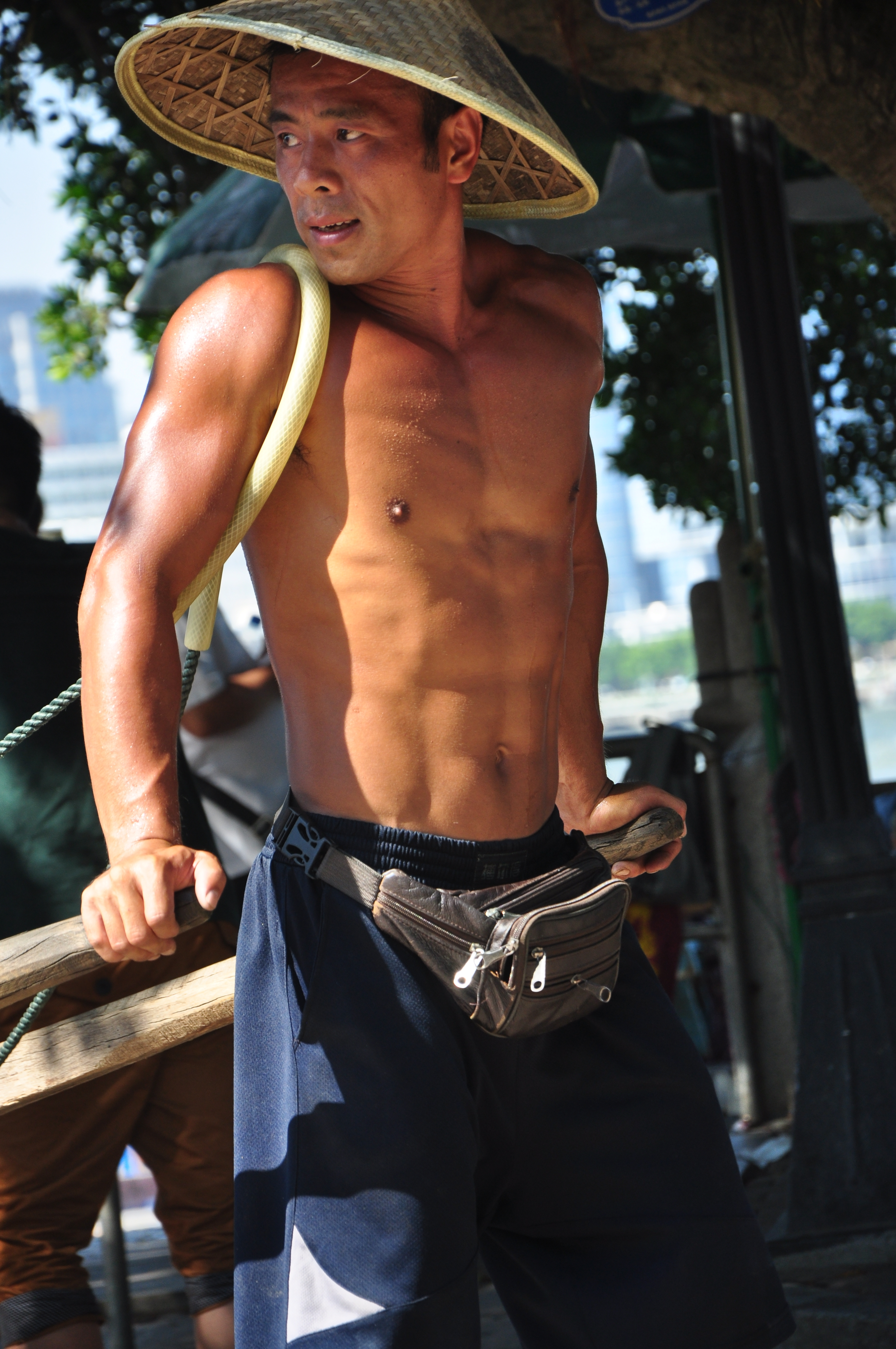
Một phu xe người Trung Quốc, chụp vào ngày 12 tháng 08 năm 2013

Một số nhóm dân tộc ở Trung Quốc, cũng như những người ở nơi khác có tổ tiên trong khu vực, có thể được gọi là người Trung Quốc.

### Nhóm dân tộc ở Trung Quốc
Người Hán, nhóm dân tộc lớn nhất ở Trung Quốc, thường được gọi là "người Trung Quốc" hoặc "Trung Quốc bản địa". Người Hán cũng chiếm đa số hoặc thiểu số đáng chú ý ở các quốc gia khác, và họ chiếm khoảng 18% dân số toàn cầu.
Các nhóm dân tộc khác ở Trung Quốc bao gồm người Tráng, Hồi, Mãn, Duy Ngô Nhĩ và người Miêu, những người tạo nên năm dân tộc thiểu số lớn nhất ở Trung Quốc đại lục, với dân số khoảng 10 triệu người trở lên. Ngoài ra, người Lô Lô, Thổ Gia, Tây Tạng và Mông Cổ mỗi dân tộc có dân số từ năm đến mười triệu.
Trung Quốc, tên chính thức là Cộng hòa Nhân dân Trung Hoa, công nhận 56 dân tộc bản địa Trung Quốc. Cũng có một số nhóm dân tộc không được công nhận ở Trung Quốc.

#### Các dân tộc trong triều đại nhà Thanh của Trung Quốc (1636-1912)
Trong triều đại nhà Thanh, thuật ngữ "người Trung Quốc" (tiếng Trung: 中國之人, Zhōngguó zhī rén; Manchu: Dulimbai gurun i niyalma) được chính quyền nhà Thanh sử dụng để chỉ tất cả các đối tượng bản địa truyền thống của đế chế, bao gồm Hán, Mãn và Mông Cổ.

#### Dân tộc Trung Hoa
Dân tộc Trung Hoa (giản thể: 中华民族; phồn thể: 中華民族; bính âm: Zhōnghuá Mínzú) là một khái niệm siêu dân tộc bao gồm tất cả 56 dân tộc sống ở Trung Quốc được chính phủ Cộng hòa Nhân dân Trung Hoa chính thức công nhận. Khái niệm này bao gồm các nhóm dân tộc được thành lập đã sống trong biên giới của Trung Quốc kể từ ít nhất là đời nhà Thanh (1636-1912). Thuật ngữ dân tộc Trung Hoa được sử dụng trong thời Trung Hoa Dân Quốc từ năm 1912-1949 để chỉ một nhóm nhỏ gồm năm dân tộc ở Trung Quốc. Nhân dân Trung Quốc (tiếng Trung: 中国人民; bính âm: Zhōngguó rénmín) là thuật ngữ ưa thích của chính phủ trong thời kỳ Mao Trạch Đông; dân tộc Trung Hoa phổ biến hơn trong những thập kỷ gần đây.

### Các dân tộc ở Đài Loan
Đài Loan, tên chính thức là Trung Hoa Dân Quốc (ROC), công nhận 17 dân tộc Đài Loan bản địa cũng như nhiều nhóm dân tộc "Nhập cư mới" khác (hầu hết có nguồn gốc từ Trung Quốc và Đông Nam Á). Trong số 17 dân tộc Đài Loan bản địa, 16 dân tộc được coi là người bản địa (người bản địa Đài Loan), trong khi một dân tộc được coi là dân thuộc địa (người Đài Loan). Ngoài ra còn có một số nhóm dân tộc bản địa không được công nhận ở Đài Loan.
Người Hán Đài Loan, người Hán sống ở Đài Loan, thường được chính phủ Đài Loan phân loại thành ba nhóm dân tộc chính; Hoklos Đài Loan, Khách Gia Đài Loan và Đại lục (Đài Loan) (nghĩa là " Người Trung Quốc đại lục ở Đài Loan"). Người Kim môn và người Mã Tổ là hai dân tộc Hán Đài Loan khác.
Cả người Hoklos và Khách Gia đều được coi là dân số "bản địa" của Đài Loan kể từ khi họ bắt đầu di cư đến Đài Loan với số lượng đáng kể từ Trung Quốc đại lục (chủ yếu từ Phúc Kiến và Quảng Đông) hơn 400 năm trước (họ bắt đầu di cư đến Đài Loan với số lượng nhỏ thế kỷ trước đó). Chúng thường được gọi chung trong tiếng Quan thoại của Đài Loan là "bản tỉnh nhân" (có nghĩa là "người từ tỉnh này "). Người Hoklos chiếm khoảng 70% tổng dân số Đài Loan và người Khách Gia chiếm khoảng 14% tổng dân số Đài Loan.
Trong khi đó, những người được gọi là người Đại lục (Đài Loan) hầu hết là người gốc di cư từ Trung Quốc đại lục sang Đài Loan trong những năm 1940 và 1950, thường là trong bối cảnh Chiến tranh thế giới thứ hai, Chiến tranh Trung-Nhật lần thứ hai và Nội chiến Trung Quốc. Họ thường được gọi bằng tiếng Quan thoại của Đài Loan là "ngoại tỉnh nhân" (có nghĩa là "những người từ bên ngoài tỉnh này"). Người đại lục (Đài Loan) chiếm khoảng 14% tổng dân số Đài Loan.
Nói chung, các dân tộc bản địa Đài Loan còn lại chiếm khoảng 2% tổng dân số Đài Loan. Các dân tộc bản địa Đài Loan khác nhau được cho là đã sống ở Đài Loan tới 6000 năm trước khi Trung Quốc thuộc địa Đài Loan bắt đầu từ thế kỷ 17.

## Tại Việt Nam
Tại Việt Nam, người Trung Quốc còn được gọi là người Hoa hay người Tàu.Theo lịch sử thì vào thời quân Nam Minh thua trận nhà Thanh, một số người theo nhà Minh đã chạy khỏi Trung Quốc (phong trào Phản Thanh phục Minh) và được chúa Nguyễn chấp nhận cho tỵ nạn ở miền Nam Việt Nam. Quan quân nhà Minh cùng gia quyến di chuyển qua Việt Nam bằng tàu, nên dân gian gọi họ là người Tàu. Tên gọi Minh Hương được dùng để gọi người Hoa đến Việt Nam từ đời nhà Minh. Ngoài ra tàu cũng là phương tiện người Trung Quốc hay sử dụng khi đến làm ăn, buôn bán và định cư ở Việt Nam nên nó đã được dùng làm tên gọi.
Một số người dùng từ chú Khách hay người Khách hay để chỉ người Trung Quốc nhưng thật ra không chính xác vì đây chỉ là một dân tộc tại Trung Quốc (xem người Khách Gia). Từ "chú Khách" thật ra có nguồn gốc là "khách trú".
Phần đông người Hoa ở Việt Nam cũng như trên thế giới là người Quảng Đông, người Phúc Kiến, người Triều Châu, người Hẹ (người Khách Gia), người Hải Nam. Riêng người Triều Châu và người Hẹ quê quán của họ cũng nằm trong khu vực miền Đông của tỉnh Quảng Đông, người Triều Châu chủ yếu tập trung ở vùng Đông Nam tỉnh Quảng Đông đó là Triều Châu và Sán Đầu nên người Triều Châu ngày nay còn được gọi là người Triều Sán, người Triều Châu tuy họ sinh sống trong khu vực thuộc tỉnh Quảng Đông, nhưng phương ngữ của họ lại không thuộc hệ thống phương ngữ Quảng Đông (Cantonese) mà thuộc hệ thống phương ngữ Mân Nam (Amoy hay Hokkienese) tỉnh Phúc Kiến, người Quảng Đông hay gọi là tiếng Triều Châu.
Còn người Hẹ ở hải ngoại, quê quán của họ cũng nằm trong nội hạt Đông Bắc của tỉnh Quảng Đông. Phương ngữ mà người Hẹ dùng cũng không thuộc hệ thống phương ngữ của Quảng Đông mà là một phương ngữ riêng biệt gần giống với phương ngữ Cán tỉnh Giang Tây. Người Hẹ ở hải ngoại đa số là đến từ Mai Huyện, Đại Bộ, Hưng Ninh, Tử Kim, Huệ Dương và một bộ ít người ở Đông Hoàn tỉnh Quảng Đông.
Hiện nay những người Hoa ở Việt Nam gồm hai nhóm. Nhóm thứ nhất đã vào Việt Nam sinh sống tại miền Nam từ khoảng 300 năm nay từ thời Trần Thượng Xuyên, Dương Ngạn Địch, Mạc Cửu chủ yếu sống tại các tỉnh miền Nam hiện nay. Nhóm còn lại mới vào Việt Nam từ đầu thế kỷ XX khi Việt Nam còn là thuộc địa của Pháp, nhóm này chủ yếu sống tại Chợ Lớn. Giống như người Hoa ở các nước khác, người Hoa ở Việt Nam thường tập trung vào lĩnh vực thương mại và thường rất thành đạt trong lĩnh vực này .